# Тврђава Газијантеп
Газијантеп била је тврђава направљена од стране Хетита као осматрачница на врху брда у центру града Газијантепа. 

## Историјат
Након изградње од стране Хетита, главна тврђава је направљена од стране Римског царства у 2. и 3. веку. Подвргнута је даљем проширењу и реновирању за време цара Јустинијана I између 527. и 565. нове ере.  Обим замка округлог облика био је 1200 м, зидови су били од камена, тврђава је имала 12 кула. 
Више пута је тврђава обнављана, а свој коначни облик добила 2000. године. До земљотреса 6. фебруара 2023. коришћена је као музеј одбране и херојства Газијантепа. 
Тврђава је оштећена и срушена током земљотреса у Турској и Сирији 6. фебруара. 2023. године.